# Stadsboerderij Darwinpark
Stadsboerderij Darwinpark (voorheen Kinderboerderij Darwinpark) is een kinderboerderij in Zaandam, grenzend aan het Darwinpark.
Vanaf 1955 was de wens om een kinderboerderij te realiseren. Toen Albert Heijn in 1962 75 jaar bestond, ging het bedrijf op zoek naar een cadeau voor de jeugd van Zaandam. Dat cadeau werd een kinderboerderij in het Darwinpark. Op 16 mei 1967 werd de grootste kinderboerderij in Nederland geopend.
Inmiddels is de kinderboerderij omgedoopt tot stadsboerderij Darwinpark. De stadsboerderij vervult een recreatieve en educatieve functie. Jaarlijks wordt de stadsboerderij door circa 75.000 mensen bezocht.